# Елен Сакс
Елен Р. Сакс (англ. Elyn R. Saks, 3 листопада 1955) — професорка права, психології, психіатрії та поведінкових наук, є асоційованим деканом Орріна Б. Еванса юридичного факультету Університету Південної Каліфорнії ім. Гулда (USC Gould), працює на кафедрі психіатрії в медичній школі Каліфорнійського університету в Сан-Дієго. Викладає право і психічне здоров'я для студентів-юристів, магістрантів, а також для психіатрів і психологів. Експертка в галузі права психічного здоров'я та степендіатка Фонду Макартура (один з найбільших благодійних фондів США, стипендії цього фонду називають «грантами геніїв», MacArthur Foundation).
Авторка надзвичайно захопливих мемуарів про боротьбу з шизофренією «Центр не може втриматися: моя подорож через божевілля». У бестселері «Центр не може втриматися» (The Center Can not Hold) Сакс розповідає про свою подорож крізь жахи психічних захворювань в незвичному світлі, як експертка і постраждала.
Розкриваючи свою історію, вона стала захисницею прав психічно хворих. Вона прагне розвіяти міфи про хворобу, яку мають мільйони. Сакс пише в галузі права та психічного здоров'я. Елен Сакс опублікувала дві книги, присвячені множинним розладам особистості та кримінального права, а також герменевтичного психоаналізу, також завершила писати третю книгу «Право, етика і важкі психічні захворювання: ставить під сумнів наші цінності». Вона також опублікувала безліч статей. Крім того, Сакс є співробітником Центру біоетики Каліфорнійського університету, Центру досліджень геріатричної психіатрії в Сан-Дієго.
Нині вона співпрацює з іншими членами Центру в дослідницькому проєкті для вимірювання коефіцієнта оцінки здатності приймати рішення в психіатричних дослідженнях у пацієнтів середнього та похилого віку з психозом. Сакс було обрано до Американського юридичного інституту. Вже бувши науковим співробітником психоаналітичної спільноти та інституту в Лос-Анджелесі, Сакс здобула ступінь бакалавра філософії в Університеті Вандербільта; М. Літт. в філософії з Оксфордського університету, де вона була вченим Маршалла; і доктор права з Єльської юридичної школи.
Головна мета її роботи полягає в тому, щоб прищепити думку про те, що люди з важкими психічними захворюваннями можуть отримати величезні переваги, якщо їм будуть надані належні ресурси, які дозволять їм підвищити самостійність і гідність
2014 року отримала грант від Фонду Сідні Р. Баєра-молодшого. Призові кошти, вона витратила на організацію лекції та одноденного симпозіуму на теми психічних розладів у студентів коледжів і університетів. Також вона створила окремий дослідницький проєкт, щоб забезпечити цілеспрямовану наукову роботу з питань, пов'язаних із шизофренією і психічними захворюваннями в різних областях. Зусиллями Елен Сакс і надалі дослідження  у цій сфері здобувають значні успіхи у світі соціальної підтримки хворих шизофренією.
Опубліковані мемуари про її боротьбу з шизофренією стали сенсацією і бестселером здобувши нагороду «Грант Геніїв» Фонду Макартура в 500 000 доларів. Оскільки Елен Сакс сама має шизофренію і є активною прихильницею подолання неправильних уявлень про шизофренію, на гроші Фонду Макартура вона заснувала Інститут права, політики та етики психічного здоров'я ім. Сакс для вивчення психічного здоров'я суспільства. Працює над іще однією книгою «Божевільні жінки: надзвичайна дружба» з автором Террі Чейні, яка написала про свою боротьбу з біполярним розладом.

## Академічна освіта
Університет Вандербільта,1977
Оксфордський університет, 1981
Єльський університет, 1986
Новий центр психоаналізу, 2010
Юридична школа Пеппердинского університету  (Почесний), 2010

## Дослідження психічних захворювань
Свої перші симптоми психічного захворювання відчула у вісім років. Ще один збій стався, коли Сакс була студенткою Єльської юридичної школи.
Велику частину свого свідомого життя вона живе з шизофренією. Свій досвід життя з хворобою вона описала в автобіографії «The Center Cannot Hold: My Journey Through Madness», яка була опублікована Hyperion Books 2007 роre. Вона підкреслює, що «хвороба будь-якого роду не повинна визначати індивіда», відзначаючи різні способи розгляду психічних та фізичних захворювань.
Також Сакс каже: «існує величезна потреба в розвіянні міфів про психічні захворювання, варто тільки поглянути на неї, щоб показати людям, що діагноз не повинен призводити до болючого і косого життя». Про психіатричну допомогу говорять так само, як фахівці-наркомани говорять про відновлення — довічну подорож самолікування і дисципліни, що спрямовує програми наркоманії. Ідея залишається спірною: управління тяжкою психічною хворобою складніше, ніж просто уникнути певної поведінки. Підходи включають «медикаментозну терапію (зазвичай), терапію (часто), міру удачі (завжди) — і, перш за все, внутрішню силу керувати своїми демонами, якщо не вигнати їх. Ці сили можуть прийти з будь-якої кількості місць, говорять ці колишні пацієнти: любов, прощення, віра в Бога, дружбу на все життя». Сакс говорить: «Ми, хто бореться з цими розладами, можемо вести повне, щасливе, продуктивне життя, якщо ми маємо потрібні ресурси».
Вона розповідає про  центр психічного здоров'я в Лонг-Біч, що забезпечує найкращу практику комплексних послуг, надаючи всі необхідні послуги та підтримку в одному місці. Вона також говорить, що її колишній психотерапевт в Англії робить багато домашніх візитів, заощаджуючи витрати на госпіталізацію.
Сакс веде діалог з членами Американської психіатричної асоціації про те, що вона є успішним професіоналом, яка має важкі психічні захворювання, та висловлює свій погляд на психіатричну допомогу. У червні 2012 року Сакс виступила з TED-промовою, яка має меті вияв співчуття до людей з психічними захворюваннями. Цю лекцію переглянули понад 600 nbc. разів.
Професорка Сакс досліджує високо функціональних людей з шизофренією в Лос-Анджелесі, які мають «легкі марення або галюцинаторну поведінку». Вони — успішні техніки, медичні, юридичні та бізнес-професіонали. Багато з них втупають до навчальних закладів та стають випускниками.

## Нагороди
2009 року була обрана стипендіаткою Фонду Макартурів, отримавши $ 500.000 «Грант Геніїв». Вона використала ці кошти для створення Інституту права, політики та етики психічного здоров'я, який висвітлює важливу проблему психічного здоров'я в навчальному році і є спільними зусиллями семи відділів УЗК. Сакс очолювала лікарняне відділення, назване на її честь — «Відділ Елен Сакс» — лікарню Пелхем Вудс в Доркінг, Англія. Також вона є обраним членом Американського юридичного інституту.

## Робота
Займалась адвокатською практикою у штаті Коннектикут. Була інструктором в Університеті Бриджпортської школи права, перед вступом до Юридичного факультету USC в 1989 році. В Єльській школі права, вона редагувала журнал Yale Law Journal. Працювала над кандидатською дисертацією в психоаналітичній науці від «Нового центру психоаналізу». Бувши членом Фі Бета Каппа здобула нагороду асоційованої премії за творчість у дослідженні та стипендію та нагороду за визнання факультету Фі Бета Каппа у 2004 році. Також Елен Сакс належить до членів філії Американської психоаналітичної асоціації; є членом ради директорів служб психічного здоров'я; і член психоаналітичного фонду Лос-Анджелеса, Фонду Роберта Дж. Столлера та Американського інституту.
В основному Сакс досліджує юридичні питання та психічне здоров'я. Написала та опублікувала чотири книги:
- Центр не може втримати: Моя подорож через божевілля, ISBN 978-1-4013-0138-5
- Відмова від догляду: примусове лікування і права психічно хворих, ISBN 978-0-226-73397-5
- Інтерпретація інтерпретації: межі герменевтичного психоаналізу, ISBN 978-0-300-07603-5
- Jekyll on Trial: багаторазовий розлад особистості та кримінальне право, ISBN 978-0-8147-9764-8

Остання книга Елен Сакс, «Центр не може втримати», здобула премію в Top 10 Nonfiction Книга року, отримала нагороду від Memoir, та за версією «New York Times» є найбільш продаваною.